# Американский пейнтхорс
Американский пейнтхорс — название этой породы на английском звучит как American Paint Horse — дословно «американская раскрашенная лошадь». Такому названию эта порода обязана своей пегой масти, о которой будет сказано ниже.

## История
Американский пейнтхорс сочетает в себе рабочие качества ковбойской лошади с нарядной пегой мастью. Эта порода была выведена на основе квотерхорсов и чистокровных верховых лошадей. История пейнтхорсов тесно связана с историей квотерхорсов. Обе эти породы являются потомками лошадей, завезённых в Новый Свет ещё Фернаном Кортесом.
Образованная в 1940 году Американская ассоциация квотерхорсов — American Quarter Horse Association (AQHA) — регистрировала лошадей ковбойского типа, выбраковывая пегих и сильно отметистых. В свою очередь, поклонники пегих лошадей создали несколько организаций по их разведению. В 1962 году эти организации объединились в Ассоциацию американских пейнтхорсов — American Paint Horse Association (APHA).

## Масть

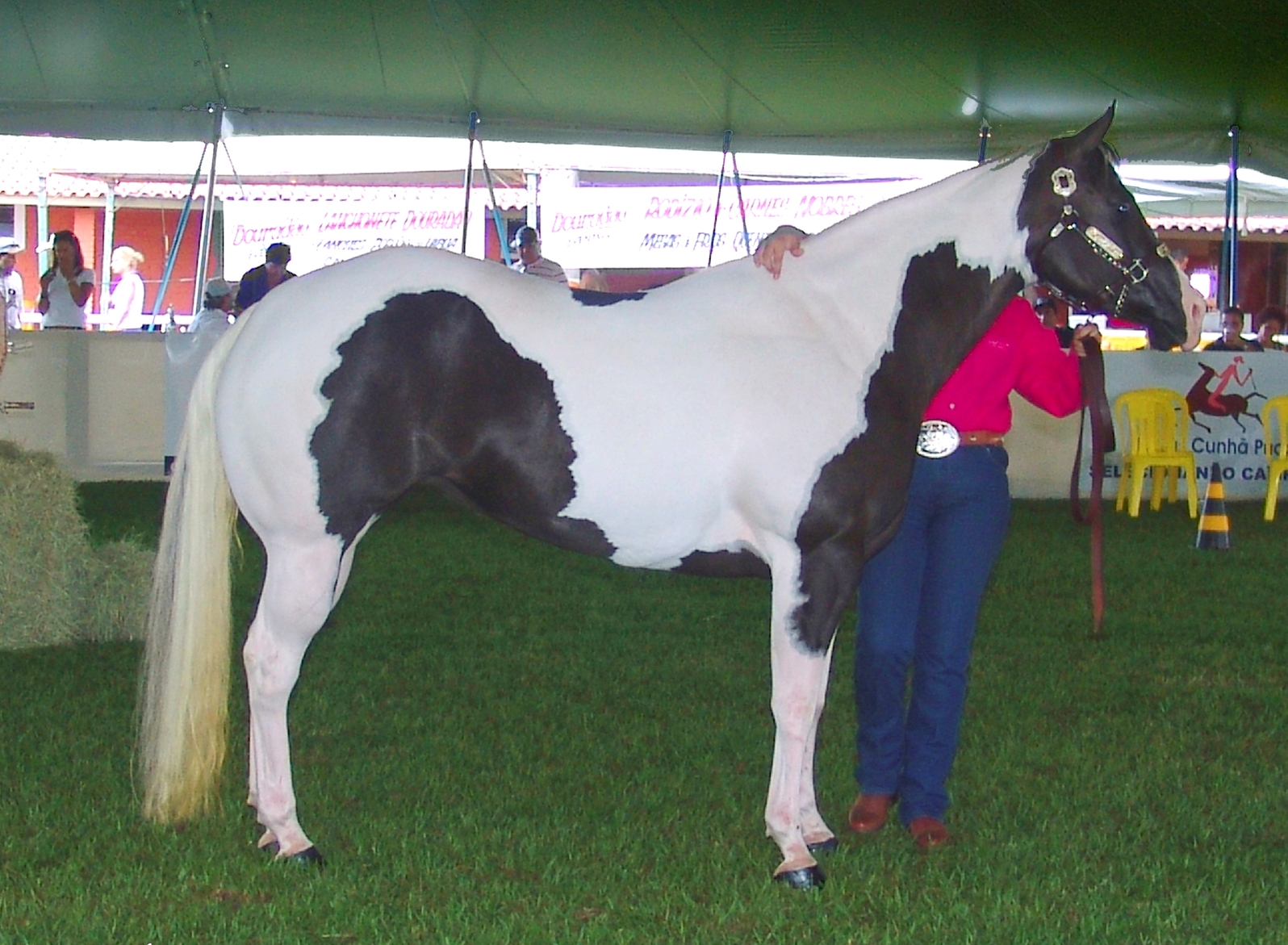

У каждой лошади Пейнтхорса есть определенная комбинация белого и другого цвета. Наиболее распространенными являются лошади с белыми пятнами в сочетании с черными, гнедыми, бурыми и рыжими. Реже встречаются лошади с расцветкой мелкими пятнышками. Пейнтхорсы могут также нести ген серого цвета и иметь пятна, которые в конечном итоге выцветают до белых волос, сохраняя при этом пигментированную кожу под темными участками.  
Пятна могут быть любой формы или размера, кроме сложного леопардового рисунка и расположенного практически в любом месте на теле Пейнтхорса. Хотя Пейнтхорсы бывают разных цветов с разными мастями и различной генетикой, они сгруппированы только в четыре определенных рисунка шерсти: overo (тёмная основа с белыми пятнами), tobiano (светлая основа с тёмными пятнами), tovero (объединение характеристики Тобиано и Оверо и сплошная окраска. Пейнтхорсы племенного поголовья иногда могут демонстрировать небольшие цветовые особенности, особенно если они несут сабино-генетику. К таким чертам относятся голубые глаза, розовая кожа на губах и ноздрях, рыжие пятна и минимальную рыжину.  
Термины для цветовых паттернов
Тобиано: наиболее распространенный рисунок пятен, характеризуетсяя округлыми отметинами при белых ногами и белой спиной между холкой и хвостом, основный цвет при этом белый, а пятна тёмные. Голова обычно темная и с отметиной в виде звезды, проточины или других.  
Оверо: группа узоров, характеризующихся резкими нерегулярными отметинами с горизонтальной ориентацией. Лошади обычно тёмные с белыми пятнами, хотя морда при этом обычно белая, иногда с голубыми глазами. Белый цвет редко пересекает спину, а ноги обычно темные. APHA распознает три модели оверо:  
- Frame (нет устойчивого названия в русском языке для обозначения этого окраса): наиболее знакомая модель оверо, ген Frame был генетически изучен, и в гомозиготной форме приводит к синдрому смертности белых жеребят (LWS). Визуально носители гена Frame не имеют дефектов здоровья, связанных с их цветом. Они характеризуются рваными, острыми белыми пятнами по бокам тела, при этом остаётся «рамка» небелого цвета, которая обычно включает линию верха.
- Сабино: часто путают с чалыми или рабикано (зональная чалость). Сабино - это небольшой пятнистый узор, характеризующийся высокими белыми пятнами на ногах, пятнами на животе, белыми пятнами на лице, находящимися на глазах и за ними, и/или пятнами рисунков чалости, стоящими отдельно или на краях белых пятен.

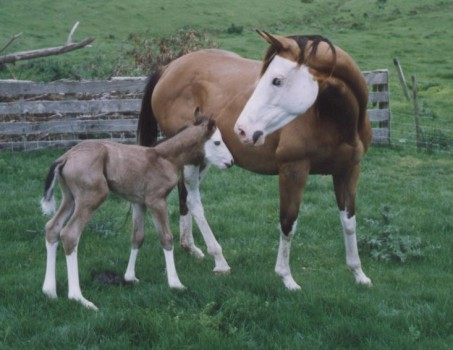
Кобыла splashed white с жеребёнком

- Кобыла splashed white с жеребёнкомСплешед уайт (splashed white): Наименее распространенный рисунок пятен, у Сплешед уайт, как правило, голубые глаза и четкие, гладкие, блочные белые отметины, которые почти всегда включают голову и ноги. Хвост часто бывает белым или с белым кончиком, а разметка тела начинается под животом и распространяется «вверх».

Товеро: рисунок пятен, представляющий собой смесь окраски тобиано и оверо, например голубые глаза на темной голове.
Сплошной цвет: лошадь имеет право на регистрацию в качестве Пейнтхорса, даже если не имеет белого цвета, который представляет собой распознанный рисунок пятен.
Цвет («Color»): неформальный термин, означающий, что лошадь имеет пятнистый рисунок. (Противоположность «Сплошному цвету»).
Хром: неофициальный термин одобрения, используемый в некоторых географических регионах для описания особенно яркой картины пятен.

## Современное состояние
В настоящее время APHA является второй по величине в США. Основная часть поголовья разводится в юго-западных штатах и в Техасе.
Студбук является закрытым: чтобы внести в него ту или иную лошадь, оба её родителя должны быть зарегистрированы в ней, либо в американском студбуке квотерхорсов, либо в жокей-клубе. При этом по крайней мере один из родителей лошади должен быть зарегистрирован в APHA.
В основной регистр вносят лошадей, имеющих выраженную пегую масть. Это означает, что у лошади должно быть хотя бы одно заметное врождённое белое пятно на шерсти, кожа под которым также депигментирована. Если же преобладает белый покровный волос, должно быть хотя бы одно окрашенное пятно, кожа под которым пигментированная. Также следует учитывать, что для целей данной Ассоциации настоящая пегая масть предполагает, что такие пятна должны быть размером не меньше 2 дюймов в длину, и располагаются они на определённых местах на теле лошади.
Регистрации в студбуке пейнтхорсов также подлежат непегие лошади, у которых оба родителя зарегистрированы в таком студбуке. Таких лошадей называют «Solid Paint-Breds», или «Breeding Stock Paints». Непегие пейнтхорсы не имеют права участвовать в шоу для представителей этой породы, однако для них существуют отдельные программы.
Американский пейнтхорс находит себе применение главным образом в работе на ранчо. Спортивных лошадей используют в вестерне, реже в любительском конкуре, конном туризме и прогулочной езде.

## Генетические проблемы
В породе немало лошадей пегой масти типа фрейм оверо, поэтому одной из актуальных проблем является синдром смертности белых жеребят оверо. Раньше его не всегда удавалось избежать даже путём подбора родительских пар, поскольку проявления пегой масти типа фрейм оверо не всегда можно отличить от других типов пегости, особенно если лошадь смешанного типа — товеро. Сейчас на помощь заводчикам приходит анализ ДНК на ген Frame.
По причине сильной связи с квотерхорсами у пейнтхорсов встречаются и такие характерные для этой родственной породы болезни, как периодический паралич и несовершенный эпителиогенез. В свою очередь, прилитие чистокровных лошадей способствует повышению риска развития синдрома Вобблера.

## Экстерьер
Внешне американский пейнтхорс является классической ковбойской лошадью — невысокой, мускулистой, крепкой, с низким центром тяжести и совкостью, мощными задними ногами, способностью к быстрому ускорению. Рост этих лошадей колеблется в пределах 142—160 см.
Главная особенность этой породы — пегая масть любого типа (тобиано, фрейм оверо, сабино, но в чистом виде они редки, чаще встречаются их различные комбинации — товеро). Поскольку непегие лошади породы пейнтхорс в подавляющем большинстве являются носителями гена пегости сабино, у них часто присутствует проседь, а также один или два сорочьих глаза.
Основа пегой масти может быть абсолютно любой. Так, чаще всего встречаются генетически вороные, гнедые, караковые, рыжие лошади. Реже попадаются соловые, буланые, серые, изабелловые, чалые, а также саврасые, каурые и мышастые. Самыми редкими являются серебристые и шампанские лошади.
Также отметим, что у пейнтхорсов встречается и жемчужный ген. Представитель этой породы абрикосовая кобыла Barlink Peaches N Cream была лошадью, ошибочно занесенной в Международный регистр шампанских лошадей. Сегодня она является единственной нешампанской лошадью в данном регистре.